# CA Mineiro
Az 1908-ban alapított Clube Atlético Mineiro egy sportegyesület a brazíliai Belo Horizonte városából, amely a labdarúgás mellett atlétika, kosárlabda, kerékpár, kézilabda, tenisz, asztalitenisz, röplabda és futsal szakosztályt is üzemel.
A labdarúgócsapat a Minas Gerais állami Mineiro bajnokság és az országos első osztály résztvevője.
A Kakasok az ország egyik legsikeresebb csapata, amely az első hivatalos, országos Brasileirão győztese. Az állami bajnokságban 42 alkalommal végeztek a táblázat elején, és a dél-amerikai kupák szinte mindegyike megtalálható már vitrinjükben.
A kontinentális, országos és hazai sikerek mellett számos meghívásos nemzetközi tornát is megnyertek Európában, Észak-Amerikában, valamint Ázsiában.

## Története
A klubot 22 középosztálybeli Belo Horizonte-i fiatal hozta létre. Brazíliában akkoriban a labdarúgás a gazdag, tehetős emberek sportja volt. Margival Mendes Leal és Mario Toledo vezetésével az Atlético minden társadalmi osztály számára megnyitotta kapuit. A kezdeményezés eredményeképpen a Nép klubjának, Minas Gerais állam valamint Belo Horizonte város is jelentős támogatást nyújtott.
Első hivatalos mérkőzésüket 1909. március 21-én játszották, melyet a helyi Sport Club ellen 3-0 arányban nyertek meg. A klub első találatát Aníbal Machado szerezte, aki évekkel később a brazil irodalom egyik kiemelkedő írója lett.
Egészen 1914-ig csak barátságos mérkőzéseken szerepeltek Belo Horizonte környékbeli csapatai ellen, majd Julio Bueno Brandão kormányzó megszervezte az első állami kupa küzdelmet a Bueno Brandão kupát. A fekete-fehérek a Yale Athletic Club ellen meg is szerezték első trófeájukat.

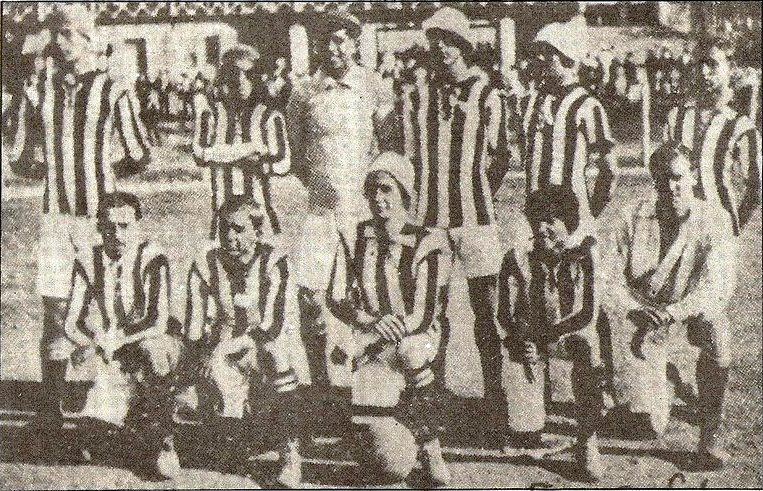
Az 1915-ös Mineiro állami bajnokság győztesei

1915-ben írták ki az első állami bajnokságot, melyet szintén a táblázat élén fejeztek be. A nagy rivális América azonban a következő években kisajátította magának a bajnoki címet, így 1926-ig várni kellett az újabb sikerre és az első címvédésre, ugyanis 1927-ben is elsőként végeztek, ráadásul 9-2 arányban diadalmaskodtak a város másik nagy riválisa a Cruzeiro ellen, ami a mai napig is a legnagyobb győzelmük a Rókák ellen.
A Trio Maldito (Hármas átok), azaz Mario Castro, Jairo és Said az amatőr labdarúgás legnagyobb csatártriójaként vonult a brazil sporttörténelembe.

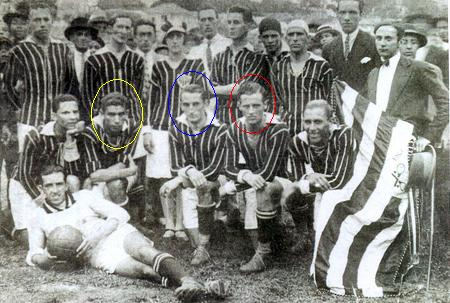
1927. Trio Maldito, a rettegett hármas: Said sárga, Jairo kék, Mario Castro piros körrel jelölve.

1929-ben Antonio Carlos elnök felépítette a csapat első stadionját, melyet Antonio Carlos Ribeiro de Andrada néven, az év május 30-án egy Corinthians elleni 4-2-es győzelemmel avattak fel. A stadion az első világítással rendelkező létesítmények közé tartozott és 1930. augusztus 9-én, az első villanyfénynél játszott mérkőzés díszvendége a FIFA elnöke, Jules Rimet volt.
1931-ben és 1932-ben megnyerték az amatőr-korszak utolsó két bajnoki címét, majd 1933-tól professzionális keretek között működött tovább a klub. Ebben az időszakban a csapatban a kapus Kafunga, (akit a mai napig is a Mineiro legjobb portásának tartanak), a védő Zezé Procópio és a támadó Guará kiemelkedő játékának is köszönhetően 3 bajnoki címet szereztek (1936, 1938, 1939).
Az 1940-es években az Atlético rajongók nagy örömére látványos támadó játékot produkált a csapat. Nívio Gabrich, Lucas Miranda és Carlyle számolatlanul zörgették az ellenfelek hálóját. A klubszékházba 5 bajnoki serleg került (1941, 1942, 1946, 1947 és 1949).
Az alapító tagok névsora
| - Aleixanor Alves Pereira - Antônio Antunes Filho - Augusto Soares - Benjamin Moss Filho - Carlos Marciel - Eurico Catão - Horácio Machado - Hugo Francarolli | - Humberto Moreira - João Barbosa Sobrinho - José Soares Alves - Júlio Menezes Melo - Leônidas Fulgêncio - Margival Mendes Leal - Mário Hermanson Lott | - Mário Neves - Mário Toledo - Raul Fracarolli - Sinval Moreira - Francisco Monteiro - Jorge Dias Pena - Mauro Brochado |

### 50-es évek
Minas Gerais állam bajnokaként az Atlético 1950-ben európai túrára indultak és, mivel több mérkőzést is megnyert, Brazíliában megkapta a szimbolikus "Jég Bajnoka" címet.
Hazai szinten is uralták a Mineiro bajnokságot.
Gastão, Orlando Pingo de Ouro, Ubaldo Miranda és Paulo Valentim neve és játéka garancia volt a sikerre, és hét bajnoki címet szereztek az évtizedben (1950, 1952, 1953, 1954, 1955, 1956 és 1958).

### 60-as évek
Az 1960-as években a csapat bevételének nagy részét az új Mineirão stadion építésére szánta.
1962-ben én 1963-ban ugyan megnyerték az állami bajnokságot, de a pénztelenség miatt a további trófeák. Az ősi rivális Cruzeiro élt a lehetőséggel és egymás után öt bajnokságot nyert, ezzel beállította az Atlético korábbi rekordját.
A Mineirão 1965. szeptember 5-én készült el és a nyitómérkőzésen Minas Gerais állam válogatottját verték Buglé találatával 1-0-ra. 1968-ban barátságos mérkőzésen 2-1 arányban bizonyultak jobbnak az Európa-bajnoki ezüstérmes Jugoszláviánál, majd 1969-ben a későbbi világbajnok brazil válogatottat fektették két vállra 3-2-es győzelmükkel.

### 70-es évek
1970-ben megnyerték az állami bajnokságot és nagy meglepetésre az 1971-ben indult Brasileiro küzdelmeiben is jobbnak bizonyultak Pelé Santosánál, Tostão Cruzeirojánál, Jairzinho Botafogojánál és Gérson São Paulojánál, így Telê Santana fiai a brazil labdarúgás első országos bajnokai lettek.
1972-től az állami bajnokságban a Cruzeiro ismét átvette a stafétabotot, míg országos szinten középcsapattá váltak, sőt 1976-ban a táblázat 48-ik helyén végeztek, ellenben a Mineiro bajnoki címét elvették a Rókáktól. 1977-ben egy újabb nagy korszak elé nézett a csapat, hiszen olyan játékosok nevelődtek ki a Alvinegróknál, mint Reinaldo, Luizinho, Toninho Cerezo, Paulo Isidoro és Éder. Az országos döntőben csupán tizenegyesekkel maradtak alul a São Paulo csapata ellen.

### 80-as évek
Az állami bajnokságban 1978-1983-ig nem találtak legyőzőre és az 1980-ban Zico és a Flamengo fosztotta meg őket az országos bajnoki címtől, visont a második helyezésnek is köszönhetően, a fent említett játékosok, behívót kaptak a sokak által minden-idők egyik legerősebb brazil válogatottjába, amely a spanyolországi világbajnokságra készült.

### 90-es évek
Hullámvölgy jellemezte a csapat szereplését ebben az évtizedben. 1991-ben, 1995-ben és 1999-ben megnyerték az állami bajnokságot, 1992-ben és 1997-ben pedig első két nemzetközi címüket is megszerezték a CONMEBOL-kupagyőzelmekkel.

### 2000-es évek
Biztatóan kezdődött az ezredforduló, az állami bajnokságban mindig a frontvonalban szerepeltek, igaz csak 2000-ben és 2007-ben sikerült a bajnoki trófeát begyűjteni. A Série A-ban azonban a leggyengébb éveit produkálta a csapat és történetük során 2005-ben először kényszerültek elhagyni az első osztályt. A 2006-os másodosztályban) töltött szezont az első, feljutó helyen fejezték be, így hamar visszatértek a legjobbak közé, de nagy változás nem történt a csapat szereplésével kapcsolatban.

### 2010-es évek
Alexandre Kalil elnök átszervezéseivel alapos fordulatot vett a Mineiro, mely az évtizedet egy állami címmel kezdte, amit  2012 és 2013 követett. Ronaldinho 2012-es színre lépésével pedig nem csak a szurkolók buzdításán, hanem a csapat játékán is szemmel látható változás következett be. Az Série A második helye automatikus Libertadores kupa részvételt jelentett, ahol egészen a döntőig meneteltek és a paraguayi Olimpia Asunción elleni siker az első Libertadores kupát eredményezte. A következő sorozatban címvédőként indulhattak, de a kolumbiai Atlético Nacional a 16 között búcsúztatta őket. Ennek ellenére a Brazil labdarúgókupa döntőjébe is bejutottat, ráadásul az állami rivális Cruzeiro csapatát győzték le, abszolválva ezzel első országos kupagyőzelmüket. Az argentin Lanús elleni 1-0 arányban megnyert mérkőzésükkel, pedig a Recopa Sudamericana trófeáját vihették a Belo Horizontei klubszékházba.

## A klub híres játékosai
- Kafunga
- João Leite
- Ladislao Mazurkiewicz
- Cláudio Taffarel
- Diego Alves
- Vantuir
- William
- Luizinho
- João Batista
- Belletti
- Cicinho
- Paulão
- Réver
- Nicolás Otamendi
- Gastão
- Toninho Cerezo
- Elzo
- Gilberto Silva
- Dudu Cearense
- Bernard
- Josué
- Ronaldinho
- Reinaldo
- Dadá Maravilha
- Mário de Castro
- Guará
- Said
- Ubaldo Miranda
- Nívio Gabrich
- Zezé Procópio
- Orlando Pingo de Ouro
- Vanderlei Paiva
- Paulo Valentim
- Ronaldo
- Éder
- Guilherme
- Diego Tardelli
- Jô

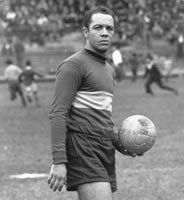
Paulo Valentim
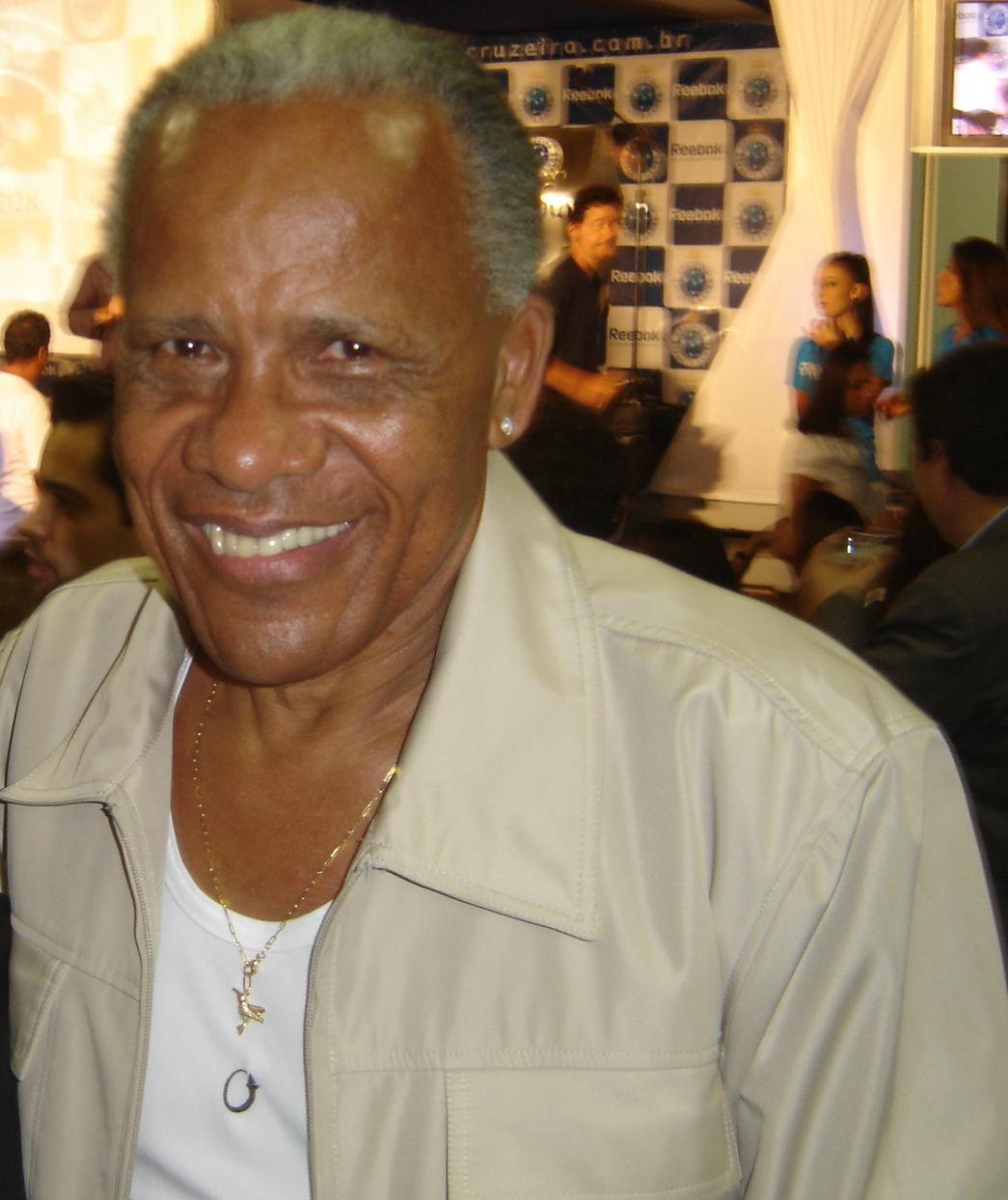
Dada Maravilha az első országos bajnokcsapat tagja.
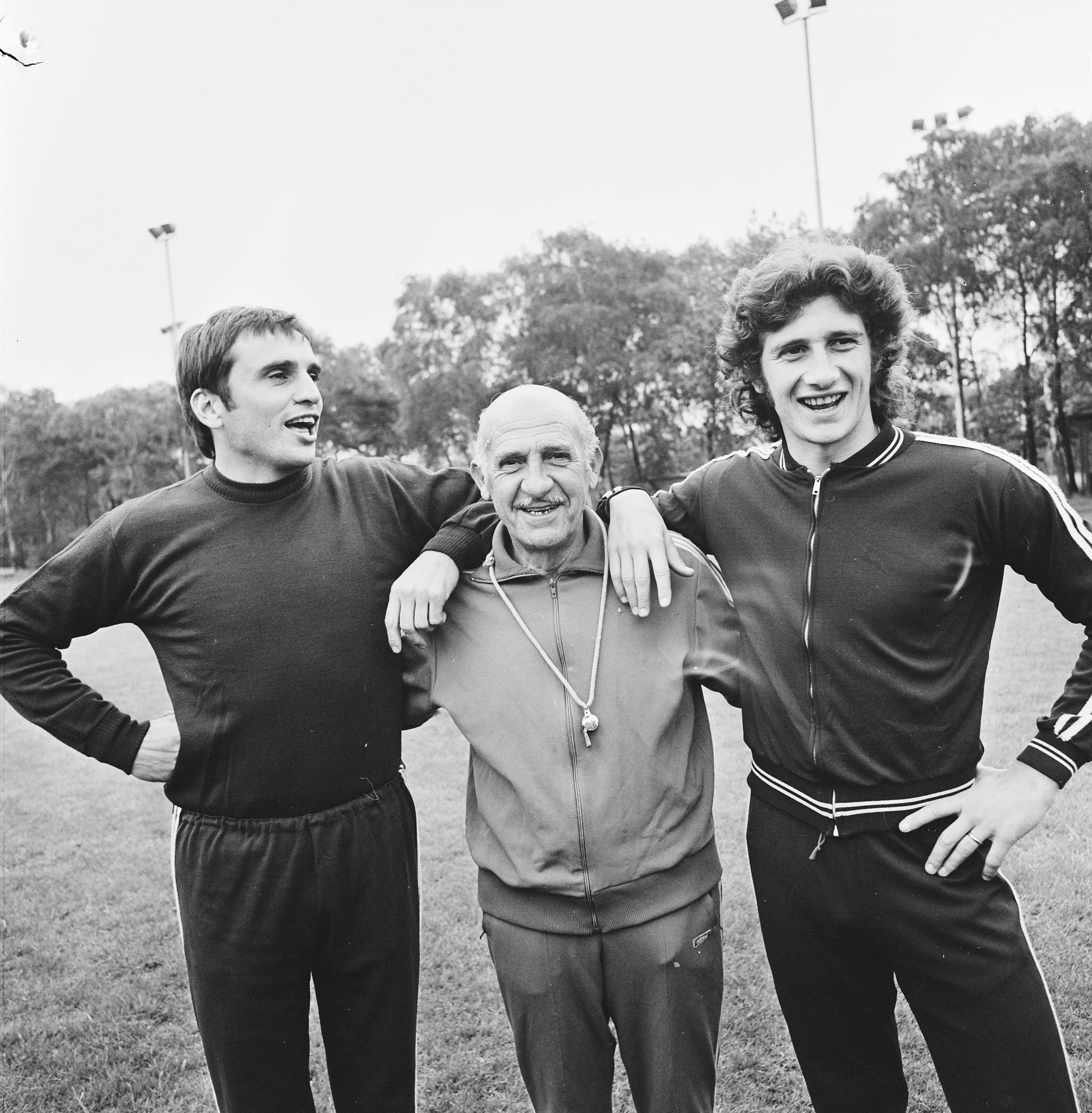
Ladislao Mazurkiewicz
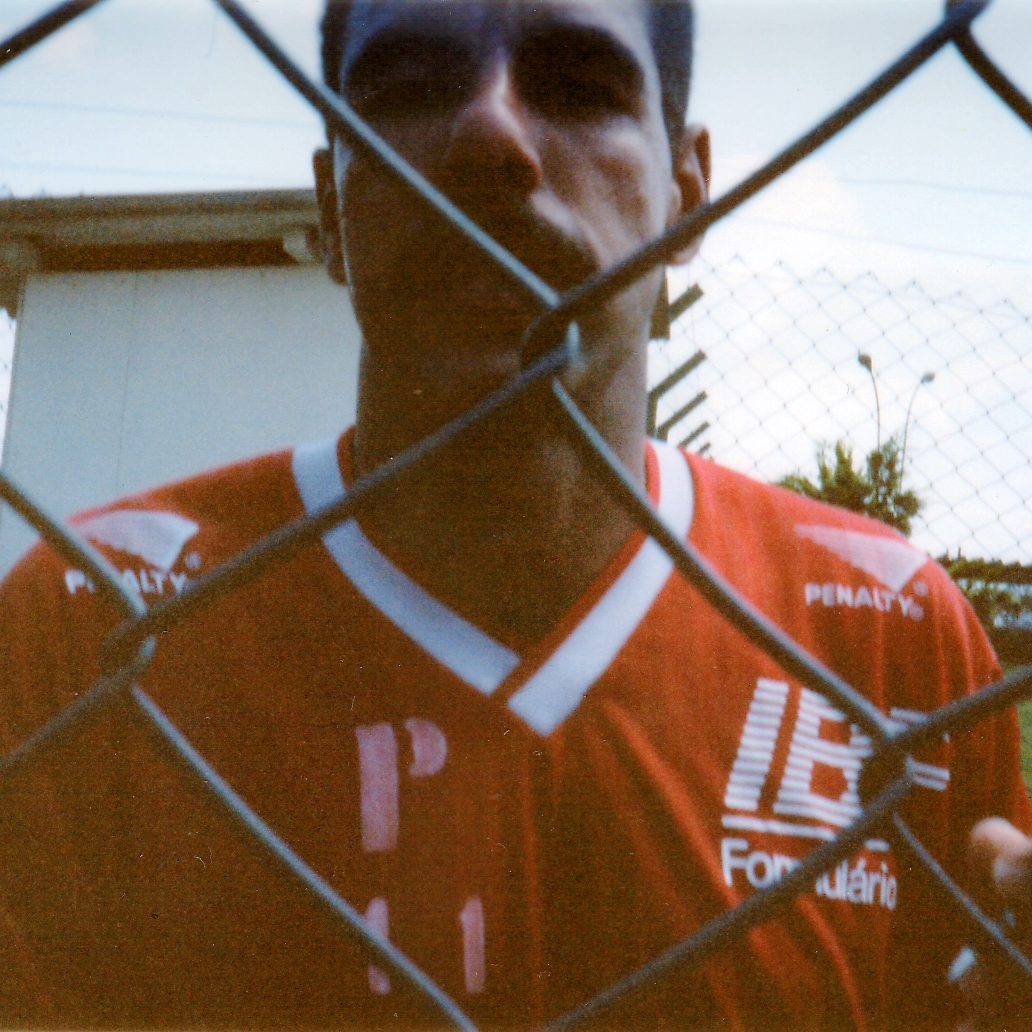
Toninho Cerezo
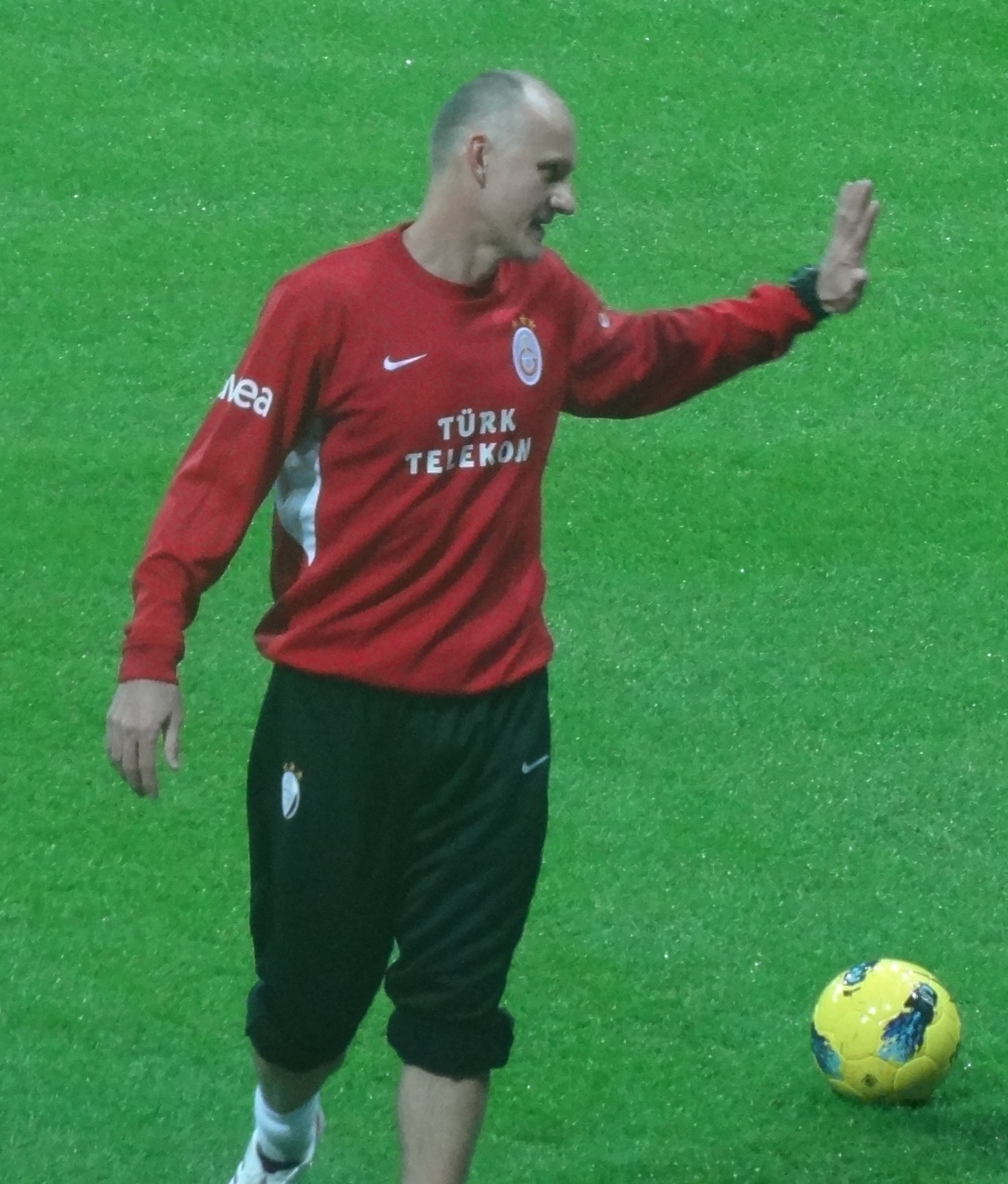
Cláudio Taffarel, 1994-es világbajnok.
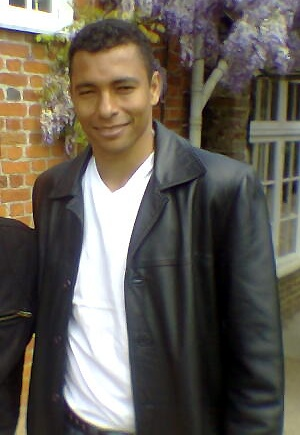
Gilberto Silva, 2002-ben világbajnoki címet szerzett a Seleçãoval
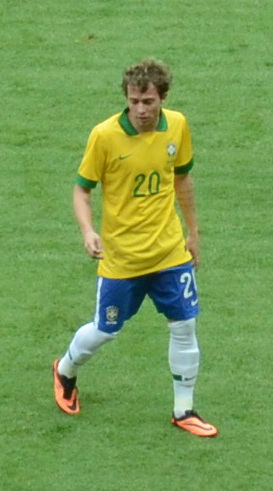
Bernard
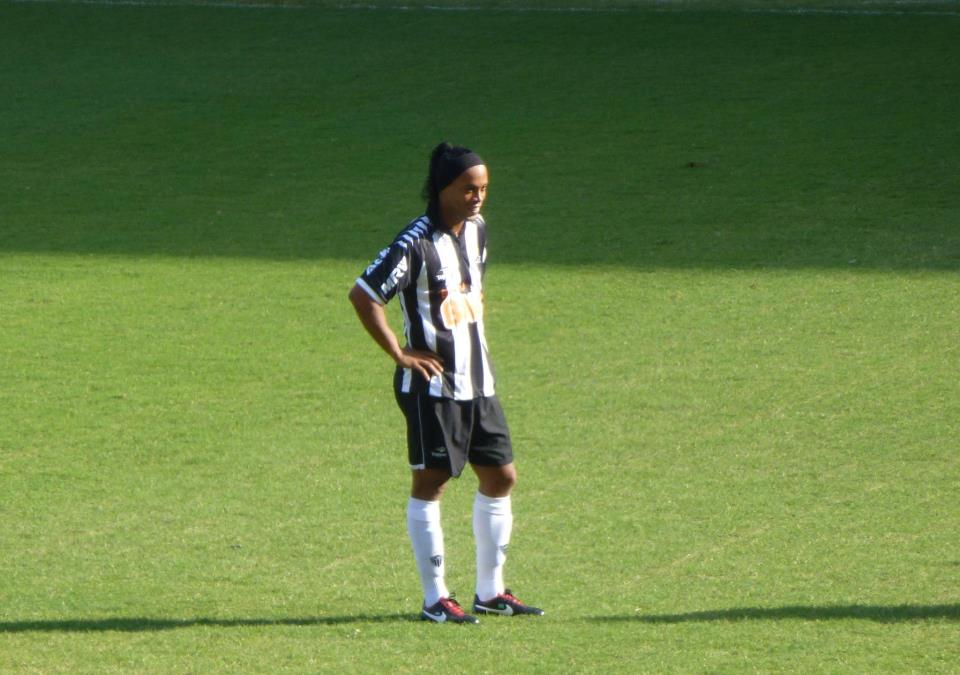
Ronaldinhóval megnyerték a Libertadores-kupát

## A klub híres edzői
- Ricardo Díez (1950, 1954, 1956, 1958)
- Yustrich (1952, 1953)
- Telê Santana (1970, 1971, 1988)
- Barbatana (1976, 1978, 1982, 1991)
- Procópio Cardoso (1979, 1981, 1985, 1995)
- Jair Pereira (1989, 1991)
- Levir Culpi (1995, 2007)
- Carlos Alberto Parreira (2000)
- Vanderlei Luxemburgo (2010)

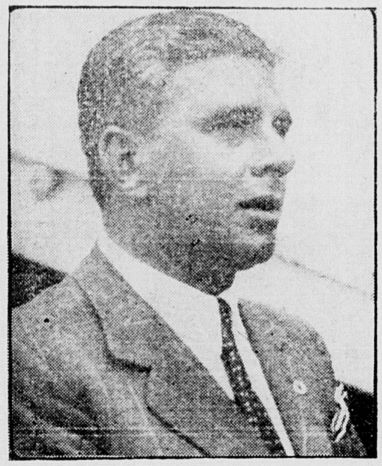
Ricardo Díezzel 4 bajnoki címet nyertek.
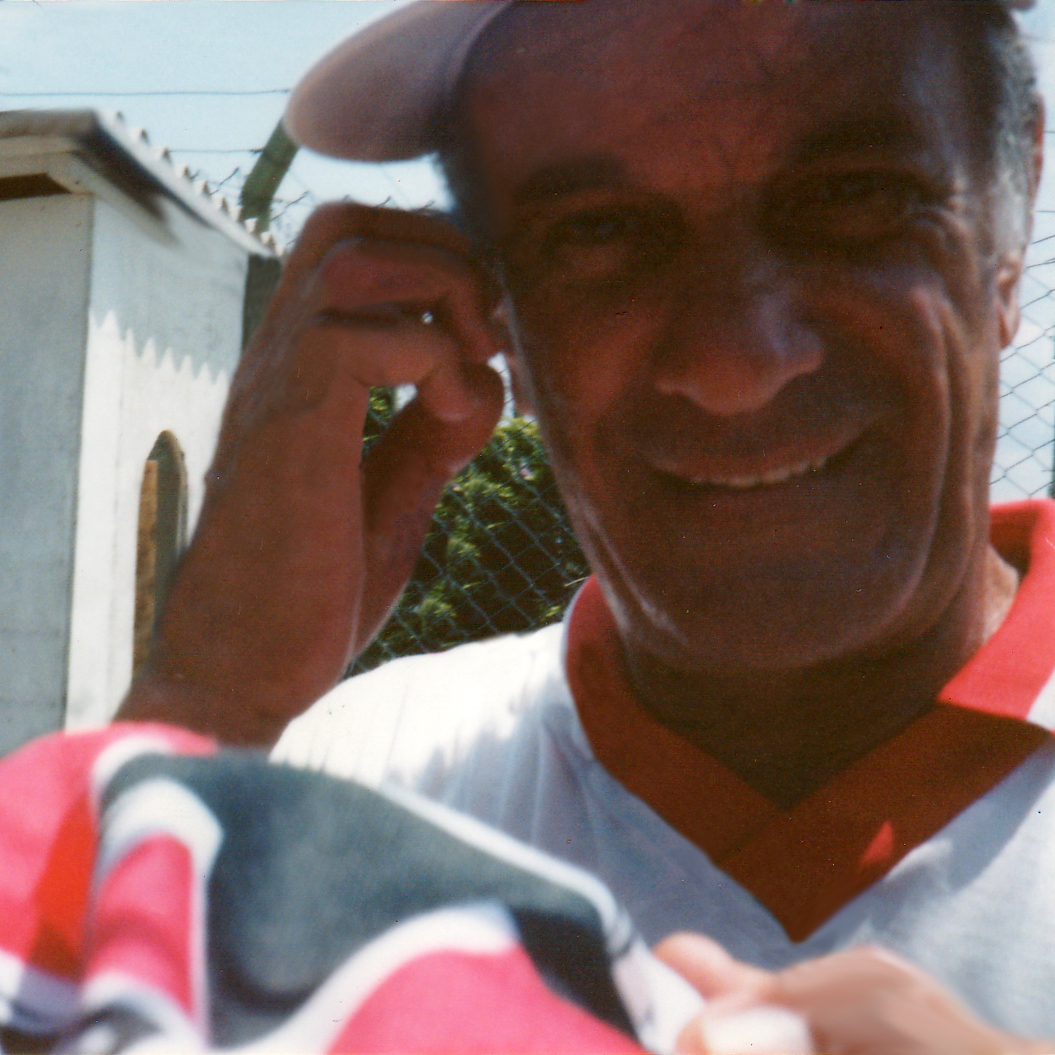
Telê Santanával két állami és egy országos bajnoki címet nyertek.
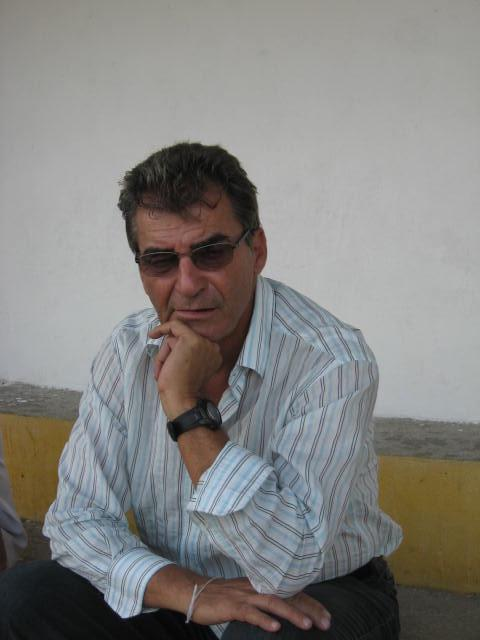
Jair Pereira két bajnoki trófeához segítette a "Kakasokat"
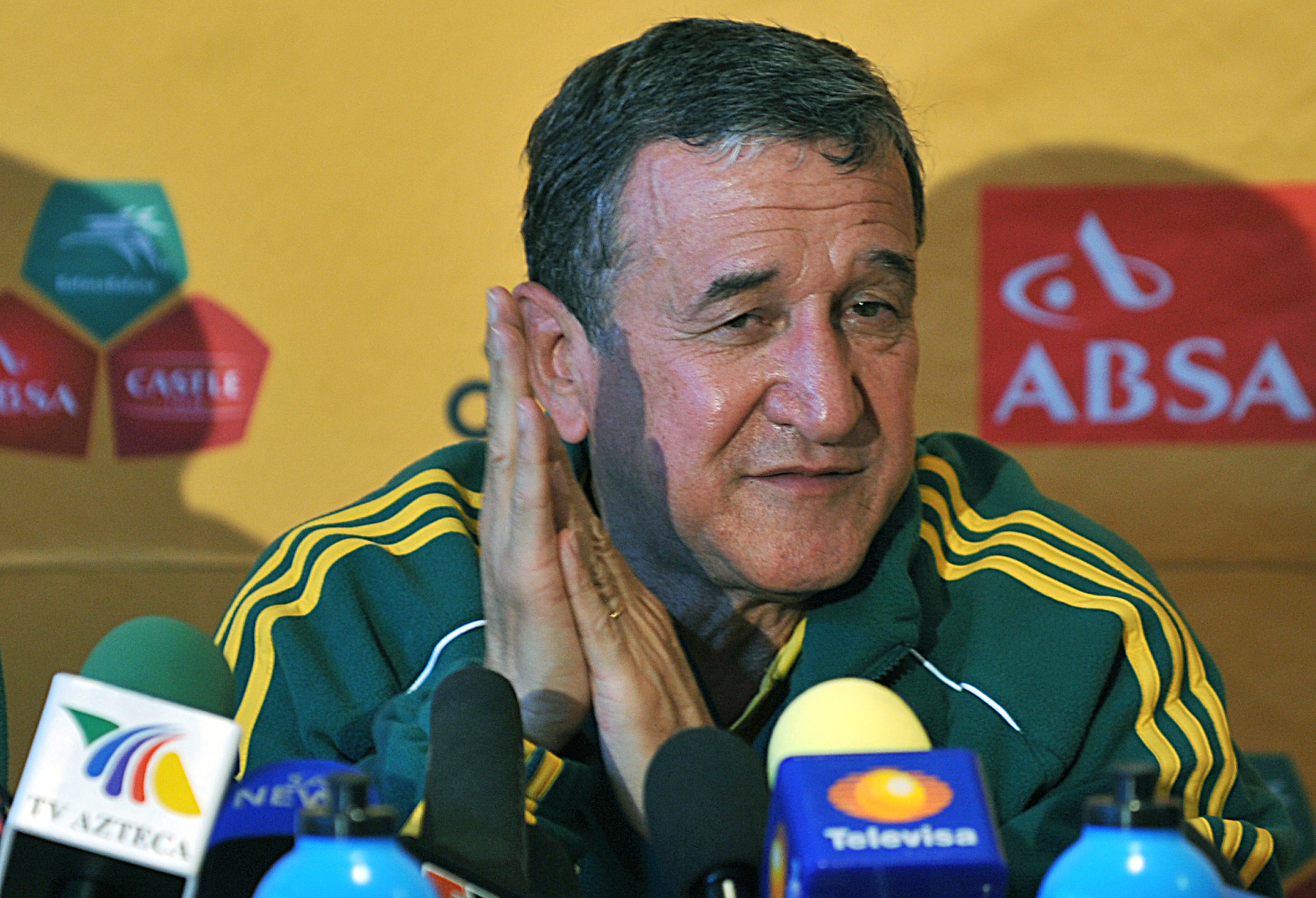
Carlos Alberto Parreira irányítása alatt egy címet szereztek.
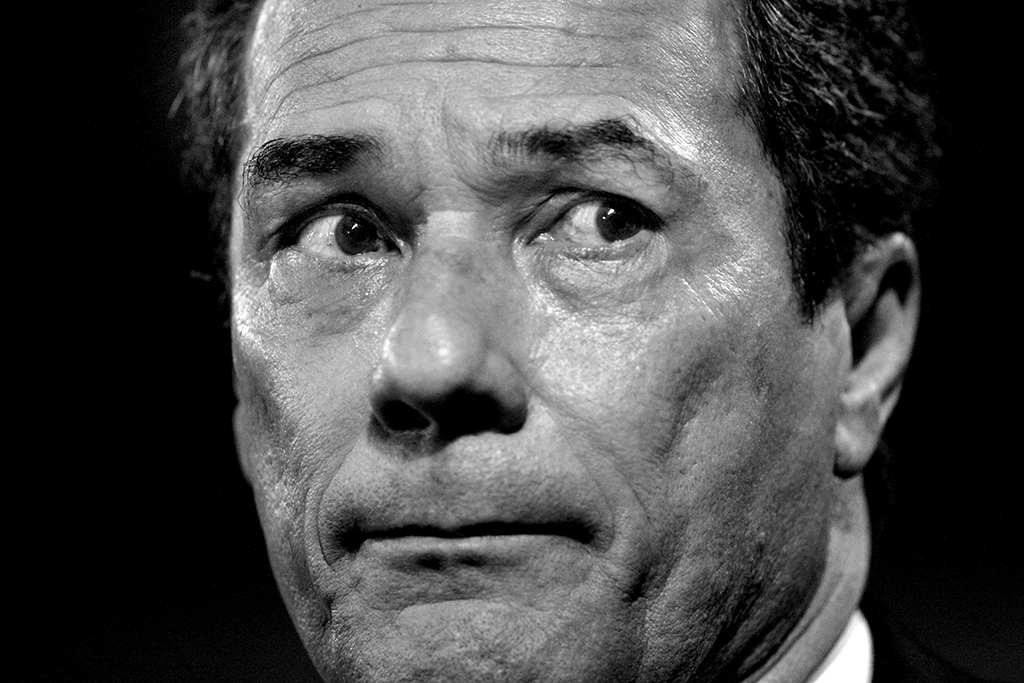
2010 Vanderlei Luxemburgo és az Atlético éve volt Minas Gerais államban.

## Sikerek

### Hazai
- 2-szeres bajnok: 1971, 2021
- 1-szeres Série B bajnok: 2006
- 1-szeres kupagyőztes: 2014
- 1-szeres Bajnokok kupája győztes: 1978

### Állami
- 44-szeres Mineiro bajnok: 1915, 1926, 1927, 1931, 1932, 1936, 1938, 1939, 1941, 1942, 1946, 1947, 1949, 1950, 1952, 1953, 1954, 1955, 1956, 1958, 1962, 1963, 1970, 1976, 1978, 1979, 1980, 1981, 1982, 1983, 1985, 1986, 1988, 1989, 1991, 1995, 1999, 2000, 2007, 2010, 2012, 2013, 2015, 2017
- 5-szörös Minas Gerais-kupa győztes: 1975, 1976, 1979, 1986, 1987
- 3-szoros Taça Belo Horizonte győztes: 1970, 1971, 1972
- 1-szeres FMF torna győztes: 1974
- 1-szeres Torneio Incentivo győztes: 1993
- 8-szoros Torneio Início győztes: 1928, 1931, 1932, 1939, 1947, 1949, 1950, 1954

### Városi
- 1-szeres Taça Bueno Brandão győztes: 1914
- 1-szeres Copa Belo Horizonte győztes: 1959

### Nemzetközi
- 1-szeres Libertadores-kupa győztes: 2013
- 1-szeres Recopa Sudamericana győztes: 2014
- 2-szeres CONMEBOL-kupa győztes: 1992, 1997

### Egyéb címek
- 1-szeres Ramón de Carranza-kupa győztes: 1990

Magyarázat:
- A dőlt betűvel jegyzett sorozatok megszűntek.

## Helyezések
| Év   | Helyezés | Év   | Helyezés | Év   | Helyezés | Év   | Helyezés    | Év   | Helyezés |
| ---- | -------- | ---- | -------- | ---- | -------- | ---- | ----------- | ---- | -------- |
| 1971 | 1.       | 1981 | 14.      | 1991 | 3.       | 2001 | 4.          | 2011 | 15.      |
| 1972 | 11.      | 198  | 19.      | 1992 | 13.      | 2002 | 8.          | 2012 | 2.       |
| 1973 | 11.      | 1983 | 3.       | 1993 | 32.      | 2003 | 7.          | 2013 | 8.       |
| 1974 | 7.       | 1984 | 19.      | 1994 | 4.       | 2004 | 20.         | 2014 | 5.       |
| 1975 | 19.      | 1985 | 4.       | 1995 | 7.       | 2005 | 19.         | 2015 |          |
| 1976 | 3.       | 1986 | 3.       | 1996 | 3.       | 2006 | 1. (II. o.) | 2016 |          |
| 1977 | 2.       | 1987 | 5.       | 1997 | 4.       | 2007 | 8.          | 2017 |          |
| 1978 | 34.      | 1988 | 10.      | 1998 | 9.       | 2008 | 12.         | 2018 |          |
| 1979 | 8.       | 1989 | 8.       | 1999 | 2.       | 2009 | 7.          | 2019 |          |
| 1980 | 2.       | 1990 | 5.       | 2000 | 24.      | 2010 | 13.         | 2020 |          |

## Játékoskeret
Utoljára frissítve: 2023. február 5.
| #  |     | Poszt | Név                                         |
| -- | --- | ----- | ------------------------------------------- |
| 1  | BRA | K     | Gabriel Delfim                              |
| 3  | BRA | V     | Bruno Fuchs (kölcsönben a CSZKA Moszkvától) |
| 4  | BRA | V     | Réver ()                                    |
| 5  | BRA | KP    | Otávio                                      |
| 6  | BRA | V     | Dodô                                        |
| 7  | BRA | CS    | Hulk                                        |
| 8  | BRA | KP    | Edenilson                                   |
| 9  | ARG | CS    | Cristian Pavón                              |
| 10 | BRA | CS    | Paulinho (kölcsönben a Bayer Leverkusentől) |
| 11 | CHI | CS    | Eduardo Vargas                              |
| 13 | BRA | V     | Guilherme Arana                             |
| 14 | BRA | CS    | Alan Kardec                                 |
| 15 | ARG | KP    | Matías Zaracho                              |
| 16 | BRA | V     | Igor Rabello                                |
| 17 | BRA | KP    | Igor Gomes                                  |

| #  |     | Poszt | Név                                      |
| -- | --- | ----- | ---------------------------------------- |
| 18 | BRA | CS    | Eduardo Sasha                            |
| 19 | BRA | CS    | Ademir                                   |
| 20 | BRA | KP    | Hyoran                                   |
| 22 | BRA | K     | Everson                                  |
| 23 | BRA | V     | Paulo Henrique                           |
| 25 | BRA | V     | Mariano                                  |
| 27 | BRA | KP    | Calebe                                   |
| 29 | BRA | KP    | Allan                                    |
| 31 | BRA | K     | Matheus Mendes                           |
| 34 | BRA | V     | Jemerson                                 |
| 37 | BRA | KP    | Pedrinho (kölcsönben a Sahtar Donecktől) |
| 40 | BRA | V     | Nathan Silva                             |
| 44 | BRA | KP    | Rubens                                   |
| 49 | BRA | KP    | Patrick                                  |

## Klubelnökök
| - Margival Mendes Leal (1908–10) - Aleixanor Alves Pereira (1911) - Jair Pinto dos Reis (1912–13) - João Luiz Morethzon (1914) - Roberto Xavier Azevedo (1915–16) - Nilo Rosemburg (1917) - Jorge Dias Pena (1918) - Antônio Antunes (1919) - Alvaro Felicíssimo (1920) - Alfredo Felicíssimo de Paula Furtado (1921–22) - Roberto Xavier de Azevedo (1923) - Alfredo Furtado (1924–25) - Leandro Castilho de Moura Costa (1926–30) - Anibal Matos (1931) - Afonso Ferreira Paulino (1932) - Tomáz Naves (1933–38) - Casildo Quintino dos Santos (1939) | - Sálvio Noronha (1940) - Hélio Soares de Moura (1940–41) - Olímpyo Mourão de Miranda (1942) - Alberto Pinheiro (1943–44) - Edward Nogueira (1945) - Gregoriano Canedo (1946–49) - Geraldo Vasconcelos/Osvaldo Silva (1949) - José Cabral (1950–51) - José Francisco de Paula Júnior (1952–53) - Mário de Andrade Gomes (1954–55) - José Francisco de Paula Júnior (1956–57) - Nelson Campos (1958–59) - Antônio Álvares da Silva (1960) - Edgard Neves (1961) - Fábio Fonseca e Silva (1962–63) - José Ramos Filho (1964) - Lauro Pires de Carvalho (1965) | - Eduardo Catão Magalhães Pinto (1966) - Fábio Fonseca e Silva (1967) - Carlos Alberto de Vasconcellos Naves (1968–69) - Nelson Campos (1970–72) - Rubens Silveira (1973) - Nelson Campos (1974–75) - Walmir Pereira da Silva (1976–79) - Elias Kalil (1980–85) - Marum (1986) - Nelson Campos (1987–88) - Afonso Araújo Paulino/Aníbal Goulart (1989–94) - Paulo Curi (1995–98) - Nélio Brant (1999–01) - Ricardo Annes Guimarães (2001–06) - Luiz Otávio Ziza Valadares (2007–08) - Alexandre Kalil (2008–2014) - Daniel Nepomuceno (2014-) |